# 林玉書 (演員)
林玉書（1993年4月13日—），台灣女演員。
網路頻道「靠杯星球」的固定班底，拍攝許多有趣短片，獲得網路好評，並在麥卡貝網路電視與六嘆共同主持「大學宅」系列節目。
除了主持之外，也轉戰電視圈，近幾年也參與多部戲劇，2022年參加全明星運動會，並於第17集宣布退賽。

## 外部連結
- YUTO LIN 林玉書的Facebook專頁
- YUTO LIN 林玉書的Instagram帳戶
- YUTO LIN 林玉書 的 YouTube 頻道 （页面存档备份，存于）
- YUTO LIN 林玉書 的 Twitch 頻道 （页面存档备份，存于）